# Gods Behaving Badly
Pour plus de détails, voir Fiche technique et Distribution.
Gods Behaving Badly est un film américain réalisé par Marc Turtletaub, sorti en 2013.

## Synopsis
Un jeune couple fait la rencontre de douze dieux grecs aux pouvoirs déclinants qui vivent confortablement dans un appartement de New York. Cette rencontre pourrait changer l'avenir du couple mais aussi celui de la Terre entière.

## Fiche technique
- Réalisation : Marc Turtletaub
- Scénario : Josh Goldfaden et Marc Turtletaub, d'après le roman de Marie Phillips
- Photographie : Tak Fujimoto
- Montage : Alan Heim et Joe Landauer
- Musique : Christopher Young
- Sociétés de production : Big Beach Films et Red Hour Films
- Pays d'origine :  États-Unis
- Langue originale : anglais
- Genre : comédie
- Durée : 90 minutes
- Dates de sortie :
  - Festival international du film de Rome : 13 novembre 2013

## Distribution
- Alicia Silverstone : Kate
- Ebon Moss-Bachrach : Neil
- Sharon Stone : Aphrodite
- Christopher Walken : Zeus
- Oliver Platt : Apollon
- John Turturro : Hadès
- Edie Falco : Artémis
- Robin Weigert : Vicky
- Rosie Perez : Perséphone
- Nelsan Ellis : Dionysos
- Aasif Mandvi : Maxwell
- Glenn Fleshler (en) : Landauer
- Phylicia Rashād : Déméter
- Tracee Chimo : River Styx
- Henry Zebrowski (en) : Hermès
- Gideon Glick (en) : Éros
- Will Swenson : Arès

## Production
Le film a été tourné pendant l'été 2011 à New York.

## Accueil
Le film a été projeté en festival mais n'a pas été distribué commercialement.